# Karel Dujardin

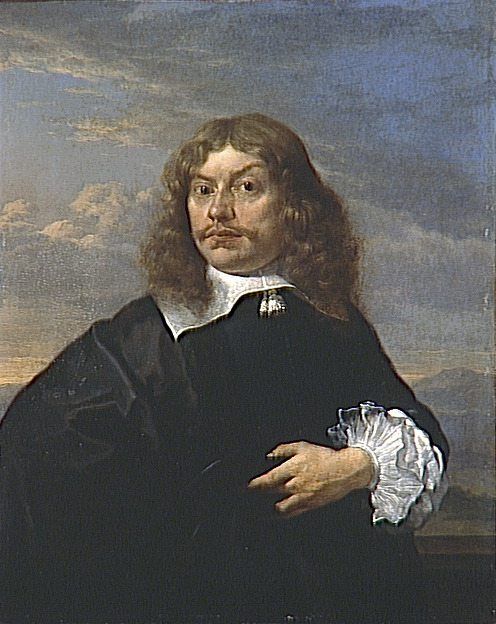
Vermutliches Selbstporträt, 1657

Karel Dujardin (* 27. September 1622 in Amsterdam; † 20. November 1678 in Venedig) war ein holländischer Maler und Grafiker.
Über seine Ausbildung ist wenig bekannt: Laut Houbraken war er ein Schüler von N. Berchem. Um 1640 ist er in Rom, 1650 kehrt er nach Amsterdam zurück, nach einem kurzen Aufenthalt in Paris lebt er seit 1652 wieder in Amsterdam und wird von 1656 bis 1658 Mitglied der Confrérie Pictura in Den Haag. 1675 Rückkehr nach Italien. Neben arkadischen Landschaften schuf er auch Genreszenen, Historienbilder, Porträts und etwa 50 Radierungen.

## Werke
(Auswahl)
- Die kranke Ziege (Öl auf Leinwand, 84 × 73 cm, Schloss Schleißheim)
- Die Vorsteher des Amsterdamer Spinnhauses (1669, Öl auf Leinwand, 225 × 390 cm, Rijksmuseum Amsterdam)
- Durch die Furt (1657, Öl auf Leinwand, 38 × 44 cm, National Gallery, London)
- Italienische Landschaft bei Abendbeleuchtung, Öl auf Leinwand, 62 × 55 cm, Stiftung Staatliche Museen zu Berlin, Gemäldegalerie.
- Italienische Landschaft bei Morgenbeleuchtung (Öl auf Leinwand, 61 × 54 cm, Stiftung Staatliche Museen zu Berlin,  Gemäldegalerie)
- Quacksalberbühne mit italienischen Komödianten (1657, Öl auf Leinwand, 42 × 52 cm, Louvre, Paris)
- Quacksalber im Hofe (um 1655, Öl auf Leinwand) Gemäldegalerie Alte Meister in Kassel

## Bilder
(Auswahl)

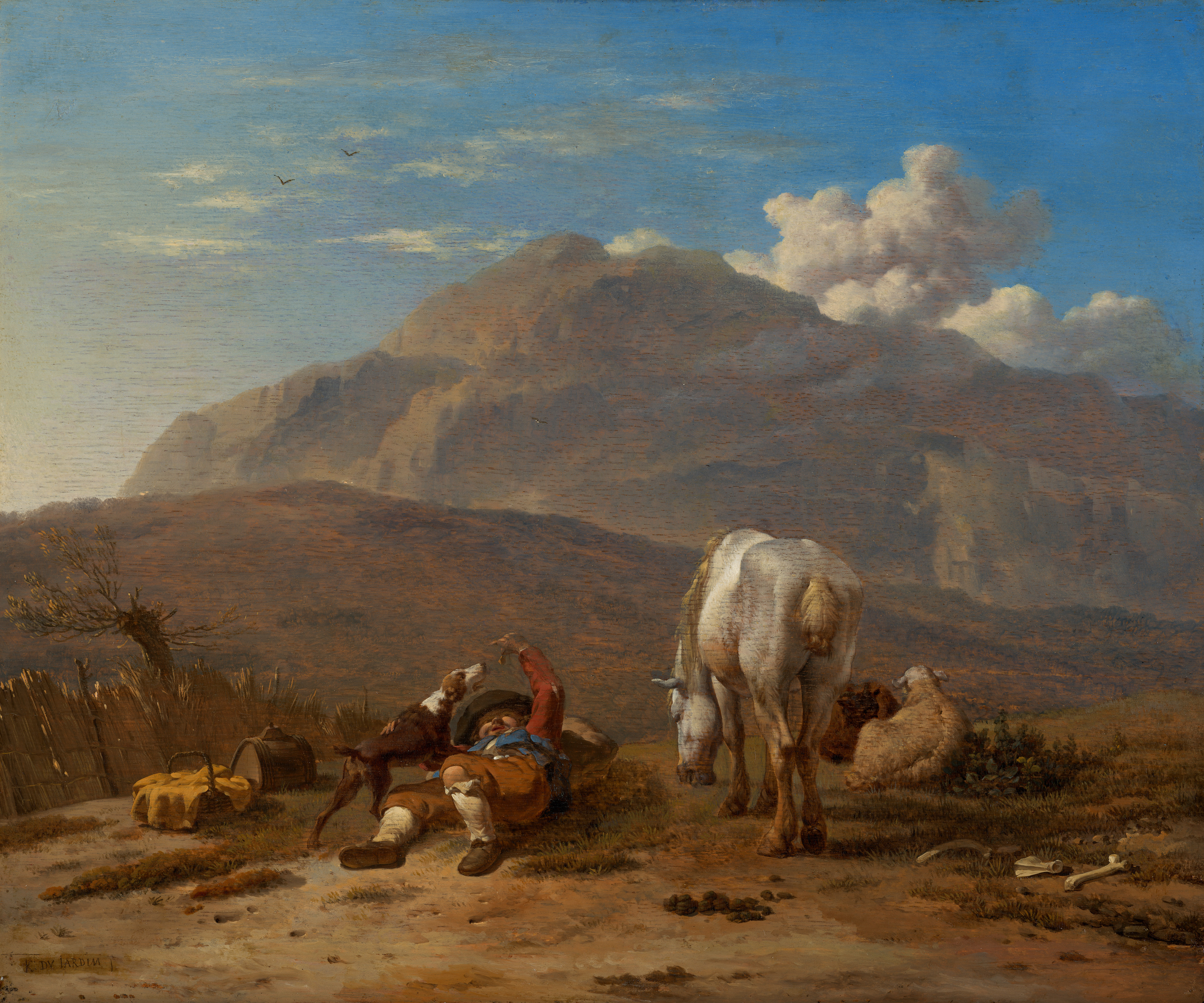
Junger Hirte
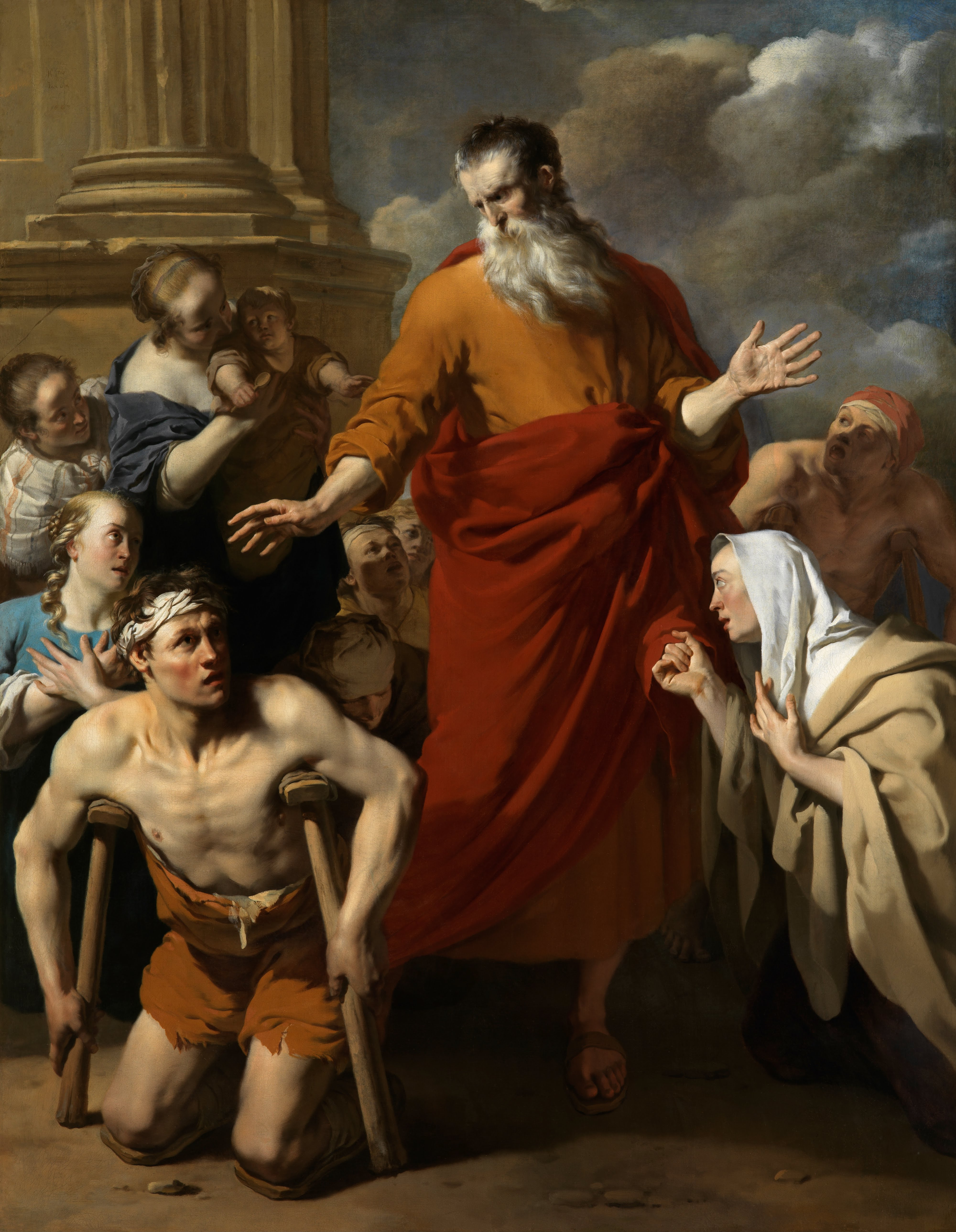
St. Paul heilt einen Krüppel
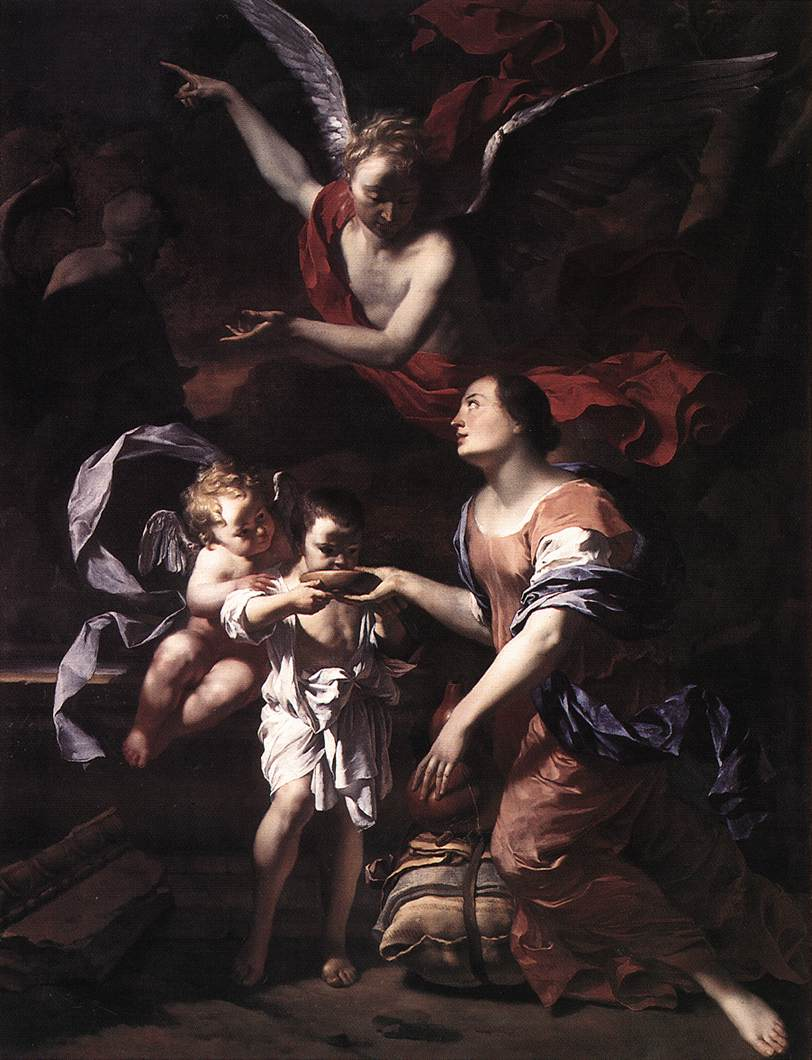
Hagar und Ishmael in der Wildnis
Frau melkt rote Kuh
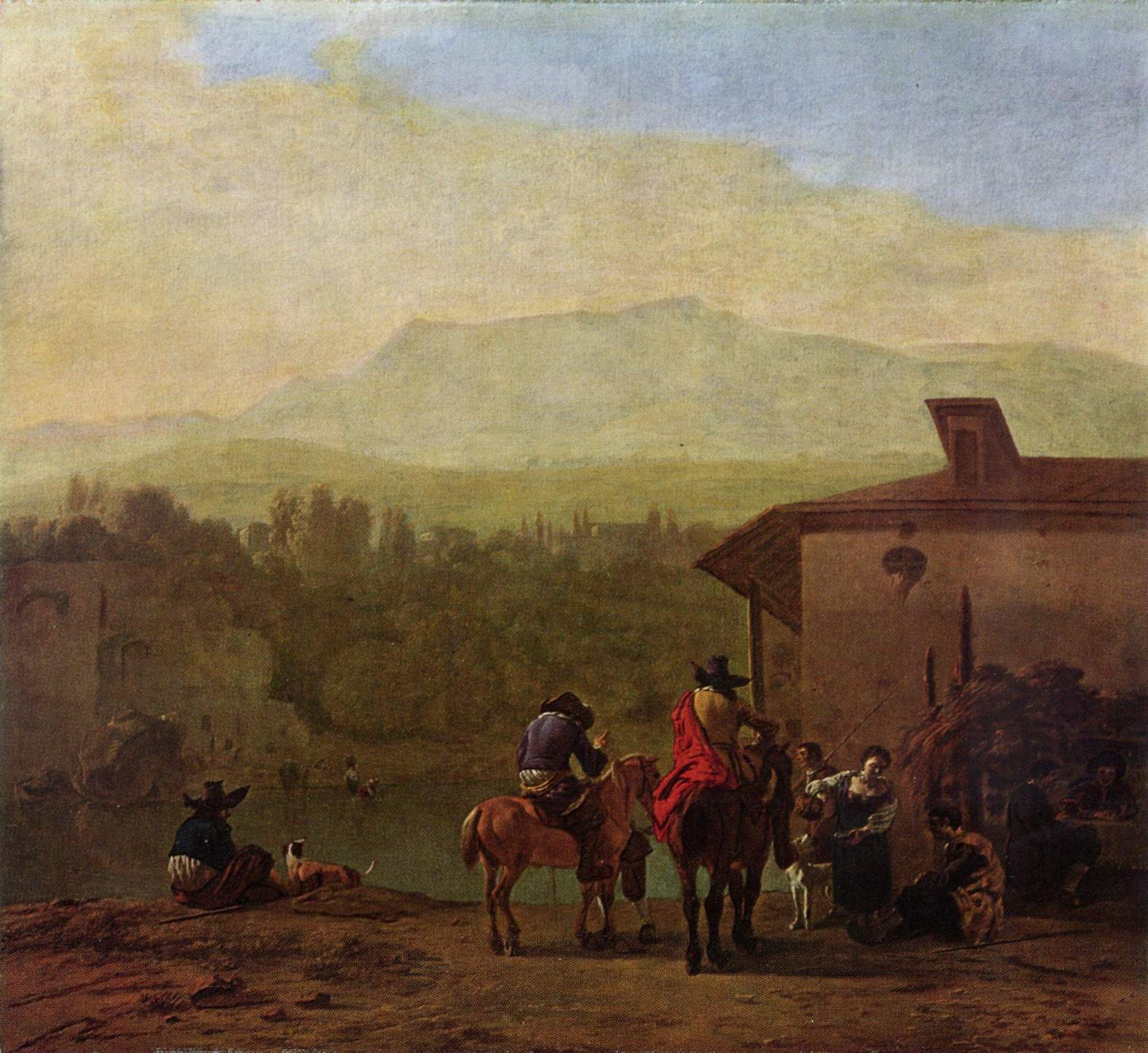
Rast vor einem italienischen Wirtshaus
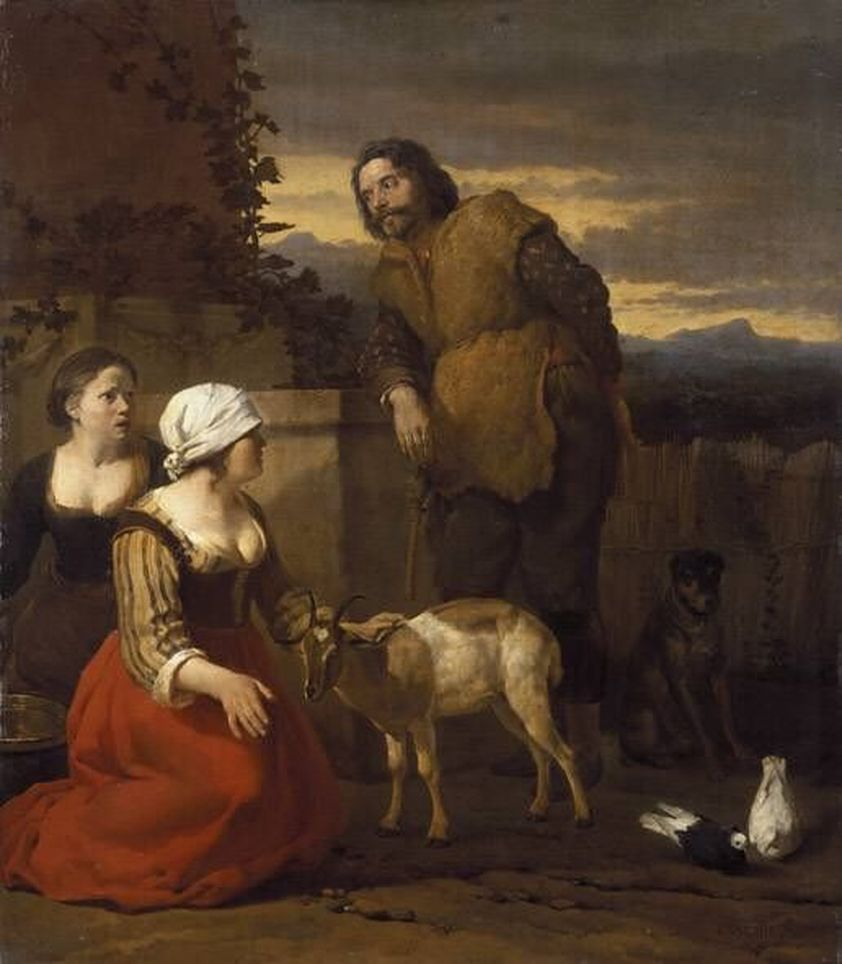
Die kranke Ziege
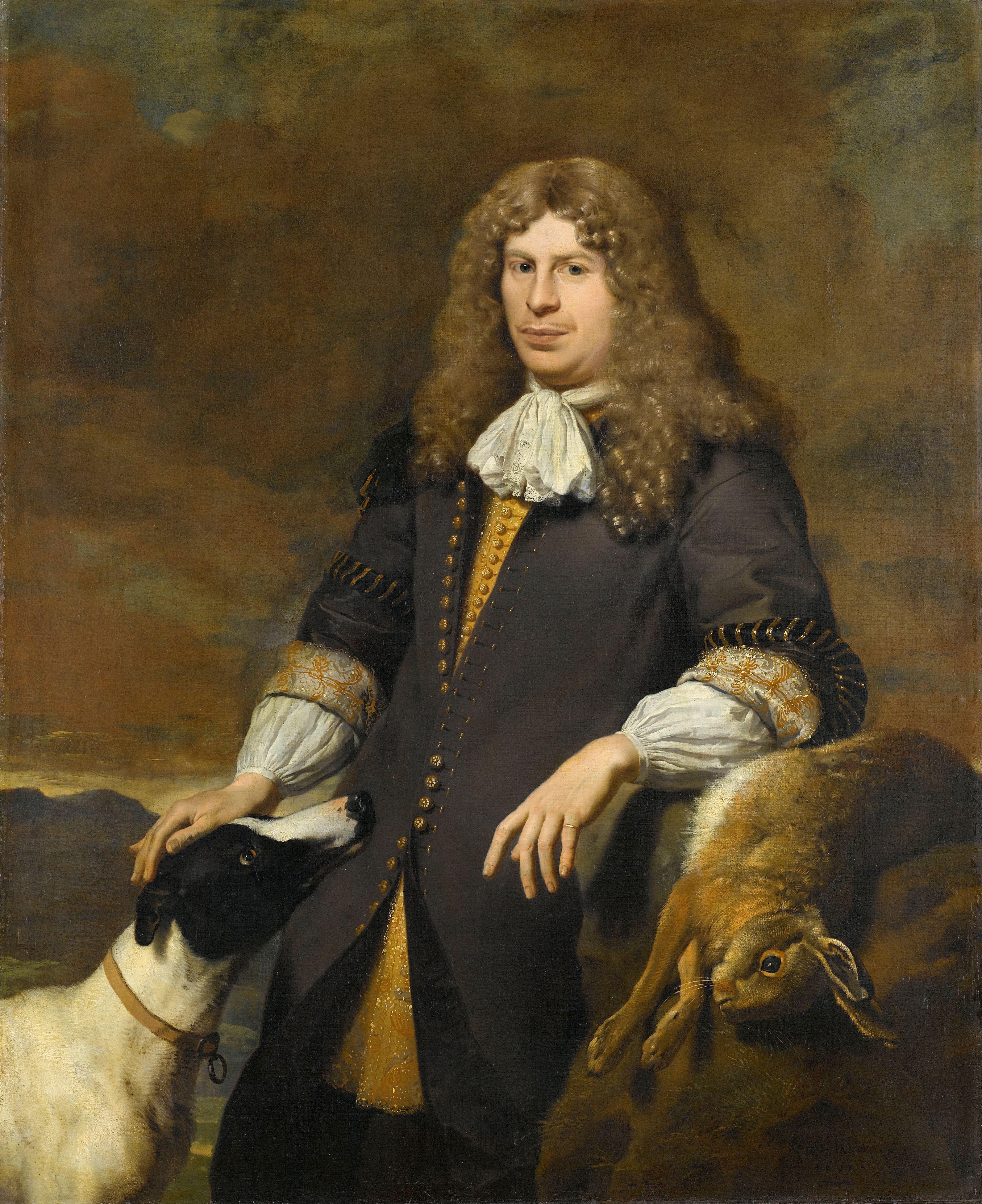
Jacob de Graeff (?), 1670
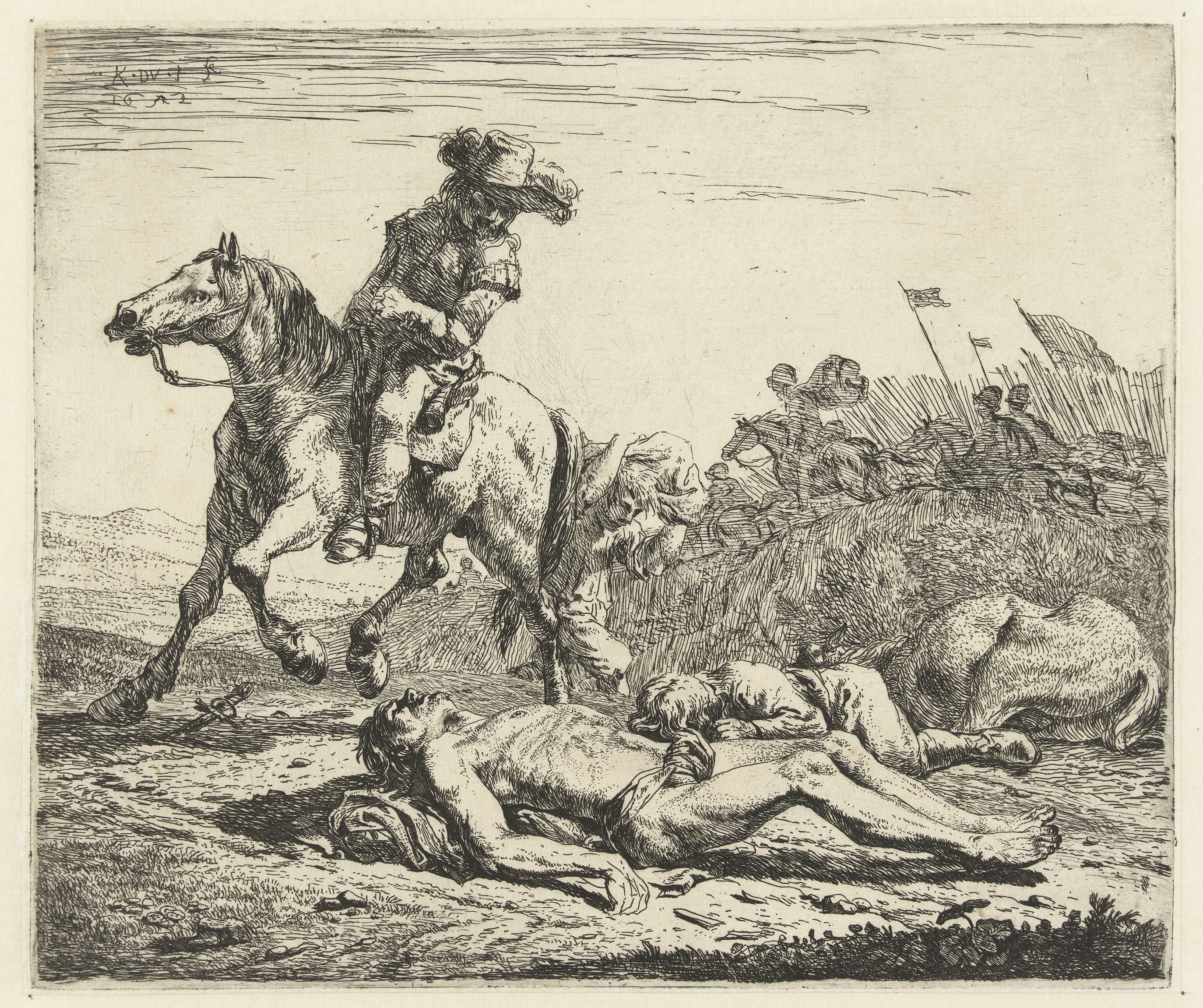
Das Schlachtfeld